# Guy Hellers
Guy Hellers (* 10. Oktober 1964 in Luxemburg-Stadt) ist ein ehemaliger luxemburgischer Fußballspieler und war Trainer der luxemburgischen Nationalmannschaft. Vom 1. Oktober 2010 bis zum 13. Juni 2016 war er Sportdirektor und Leiter der Fußballschule des F91 Düdelingen.
Hellers gilt als einer der besten Spieler Luxemburgs. In seiner Karriere spielte er unter anderem für US Bascharage, CS Hollerich, den FC Metz und Standard Lüttich. Er bestritt insgesamt 55 Länderspiele für sein Land und schoss zwei Tore. Das wohl wichtigste Tor seiner Karriere war das zum 1:0 gegen Tschechien in der Qualifikation zur EM 1996. Insgesamt konnte das Team damals drei Siege und zehn Punkte verbuchen. In den Jahren 1990 und 1995 wurde er zum luxemburgischen Sportler des Jahres gewählt.
Seine Trainerlaufbahn begann Hellers direkt beim luxemburgischen Fußballverband. Er betreute zunächst die U-15-Nationalmannschaft und arbeitete sich über U-17, U-19 und U-21 zum Trainer der A-Nationalmannschaft nach oben. Im Januar 2006 übernahm er von Allan Simonsen den Job als Nationaltrainer, den er bis zum 3. August 2010 ausübte. Sein Nachfolger wurde Luc Holtz.
Seit dem 20. Juni 2012 besitzt er die UEFA Pro Lizenz.